# Franziskanerinnenkloster (Valkenburg)

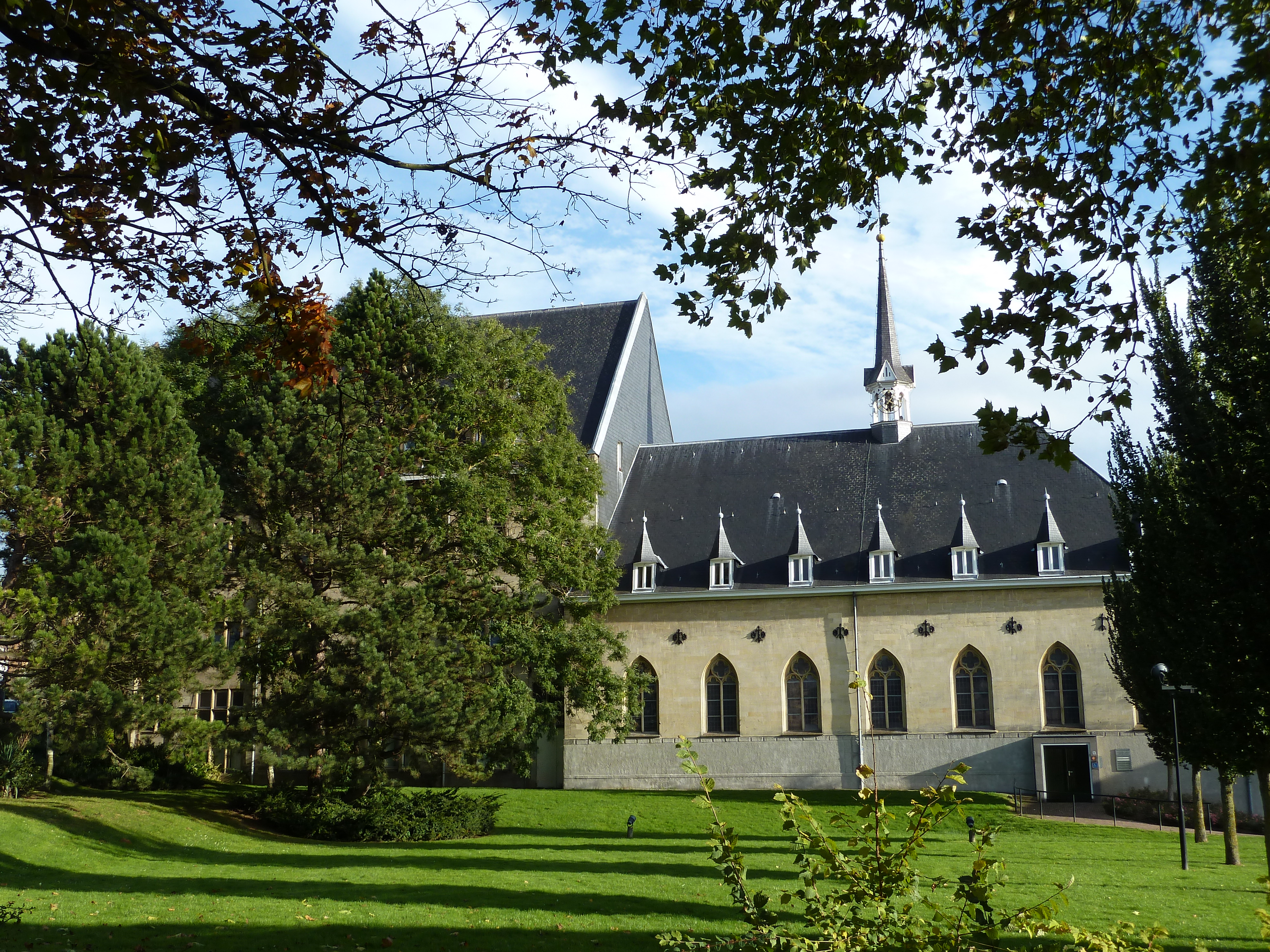
Kapelle von Westen gesehen

Das ehemalige Kloster der Genossenschaft der Franziskanerinnen vom hl. Josef (FSJ) befand sich in Valkenburg zwischen Oostenweg und Steenstraat. Es war ein Kulturkampfkloster, das von den Franziskanerinnen 1964 aufgegeben und an die Gemeinde Valkenburg verkauft wurde. Heute stehen noch das Hauptgebäude und die Kapelle, die der örtlichen evangelischen Gemeinde unter dem Namen Kloosterkerk dient.

## Vorgeschichte
Die Genossenschaft widmete sich der Krankenpflege, der Fürsorge für Arme und der Erziehung und dem Unterricht von armen Kindern. Durch das im Rahmen des Kulturkampfes erlassene Klostergesetz im Königreich Preußen konnte im Mutterhaus in Schweich bei Trier nur die Krankenpflege aufrechterhalten werden. Da auch die Aufnahme neuer Postulantinnen verboten war, suchte Mutter Alphonsa ein neues Kloster in den Niederlanden für das Noviziat aufzubauen. Zuerst zog die Oberin mit acht Schwestern nach Beek in der Nähe von Maastricht in ein gekauftes Haus, das ausgebaut wurde. Dann konnten mehrere zusammenhängende Grundstücke und Häuser in Valkenburg erworben werden.

## Das Institut St. Joseph
Die Schwestern errichteten das Institut St. Joseph, um ambulante Krankenpflege und ein Internat für arme Kinder zu betreiben. 1883 wurde mit den Bauarbeiten des Klosters begonnen, Architekt der Anlage war der zu dieser Zeit in Meerssen wohnende Lambert von Fisenne. Nachdem 1886 die Klosterkapelle erbaut war, folgte 1890/91 der Neubau der Klosteranlage mit Schwesternhaus und Knabenschulgebäude. Bis 1958 wurden nach und nach weitere Gebäudeteile errichtet. 1964 verkauften die Schwestern die Anlage an die Gemeinde Valkenburg und zogen mit ihrem Mutterhaus in das leerstehende frühere Ignatiuskolleg der Jesuiten um, in dem sie das Altenheim „Huize Boslust“ einrichten.
Verschiedenste Nutzungsmöglichkeiten wurden durch die Gemeinde geplant, Umbauten wurden vorgenommen, aber immer größere Teile des Komplexes standen leer und es begann ein stufenweiser Abriss bis 1989. Seitdem stehen noch das Hauptgebäude und die Kapelle.

## Der Bau
Hauptgebäude und Kapelle liegen in dem Winkel zwischen Oosterweg und Steenstraat und die Front des Hauptgebäudes ist nach Nordosten gerichtet parallel zur Steenstraat verlaufend. Eine L-Form bildend zieht sich der seitliche Flügel im Südwesten mit der direkt anschließenden Kapelle bis zum Oostenweg vor. Alles ist in Backstein erbaut und mit Valkenburger Mergel verblendet.
Der Bau hat neun Fensterachsen mit spitzgiebeligen Dachgauben. Im  Erdgeschoss ist ein Sohlbankgesims ausgeführt und zwischen Erd- und erstem Stock zieht sich ein durchlaufendes Gesims entlang. Das Dachgesims springt leicht vor mit hölzernen Konsolen. Die ganze Anlage besitzt hochrechteckige Fenster mit Werkstein-Kreuzstöcken, wobei  der Nordostgiebel des Seitenflügels stärker gegliedert ist.
Die Kapelle ist eine Saalkirche und war ursprünglich nur durch den Klosterflügel erreichbar. Früher ein einheitlicher kreuzgewölbter Raum mit dem Altar im letzten Joch an der südlichen Giebelwand, kann die Kapelle heute nur durch einen separaten Eingang im Westen erreicht werden, und im Inneren ist eine Zwischendecke eingezogen, um im so entstandenen Obergeschoss Räume zu erhalten. Der Altar wurde an die Nordseite verlegt und an der Südseite eine Empore und ein Aufzug zu den oberen Räumen eingebaut. Die ursprünglichen Fenster sind zweibahnige Maßwerkfenster, die ihre ursprüngliche Verglasung behalten haben. Das Satteldach ist mit Schiefer eingedeckt und bekrönt mit einem polygonalen, schlanken Dachreiter.